# 罗尼克斯·基普鲁托
罗尼克斯·基普鲁托（Rhonex Kipruto，1999年10月12日—），肯尼亚男子田径运动员，主攻长跑，2018年世界U20田径锦标赛男子10000米金牌得主、2019年世界田径锦标赛男子10000米铜牌得主。